# الضبعة (مركز)
مركز الضبعة، مركز إداري مصري. يقع في محافظة مطروح الواقعة في جمهورية مصر العربية. يضم المركز مدينة الضبعة و 13 قرية. و يضم المركز مفاعل الضبعة النووي ,و يعتبر أيضاً أكبر مركز من حيث المساحة في مصر بمساحة تقدر ب110,000 كم².